# Список умерших в 1099 году

Сид Кампеадор

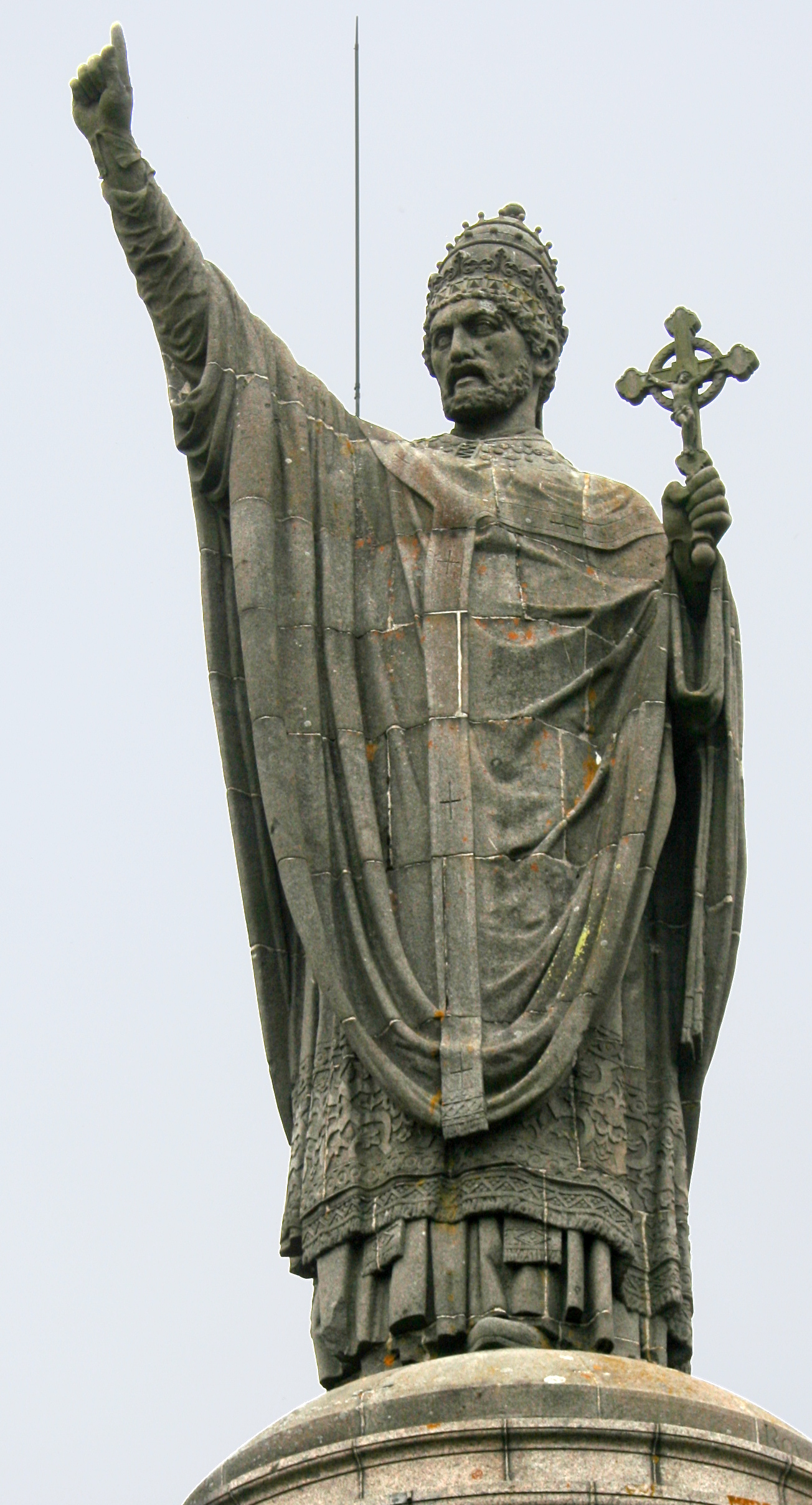
Урбан II

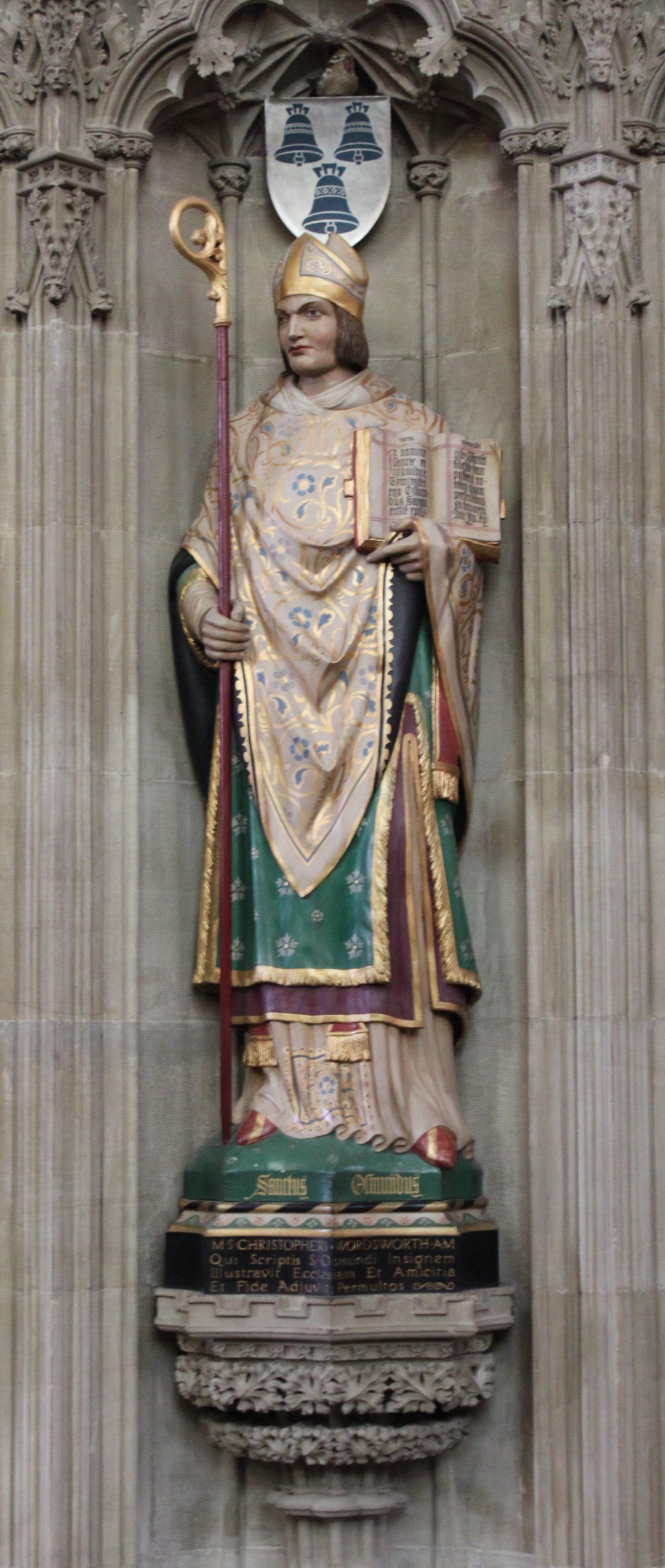
Осмунд

В этой статье представлен список известных людей, умерших в 1099 году.
См. также: Категория:Умершие в 1099 году

## Февраль
- Ульрих фон Пассау — граф Финнингена, Изенгау, фогт Остерхофена, Асбаха и Пассау.

## Апрель
- 14 апреля:
  - Конрад[англ.] — епископ Утрехта (1076—1099), убит;
  - Рапото V — немецкий граф из рода Дипольдингеров-Рапотонидов.
- 20 апреля — Пётр Варфоломей — французский монах, участник Первого крестового похода, нашедший Копьё Лонгина в Антиохии.

## Июнь
- 12 июня — Мстислав Святополкович — князь Брестский (1093—1097), Новгород-Северский (1095—1097) и Владимиро-Волынский (1097—1099).

## Июль
- 10 июля — Сид Кампеадор — кастильский дворянин, военный и политический деятель, национальный герой Испании
- 18 июля — Фудзивара-но Моромичи[англ.] — японский политический деятель, имперский советник кампаку (1094—1099)
- 29 июля — Урбан II — папа римский (1088—1099)

## Август
- 18 августа — Сансеверино, Теодино — католический церковный деятель, кардинал-протодьякон Санта-Мария-ин-Домника
- 25 августа — Ибрахим ибн Масуд — султан Газневидского государства (1059—1099).

## Ноябрь
- 21 ноября — Герман III фон Хохштаден — церковный деятель средневековой Германии, архиепископ Кёльнский (1089—1099).

## Декабрь
- 3 декабря — Осмунд — лорд-канцлер Англии (1070—1078), епископ Солсбери (1078—1099)

## Дата неизвестна или требует уточнения
- Абу-ль-Фарадж Руни — один из первых персидских поэтов Индии.
- Вальтер Понтуазский[нем.] — французский католический святой, последний святой Западной Европы, канонизированный в 1153 году не папой римским.
- Го Маоцянь — антологист китайской поэзии.
- Гуго Простодушный — английский католический церковный деятель.
- Дональд III — король Шотландии (1093—1094, 1094—1097), умер в заточении
- Ланка Венгерская — жена тмутараканского князя Ростислава Владимировича.
- Гоффредо Малатерра — итало-нормандский хронист, монах-бенедиктинец, один из летописцев нормандских завоеваний в Южной Италии.
- Раймунд Ажильский — французский хронист, монах-бенедиктинец, один из летописцев Первого крестового похода (1096—1099).
- Ральф II — последний граф Восточной Англии (1069—1075). Умер во время Первого крестового похода